# Selección de críquet de Sri Lanka
La selección de críquet de Sri Lanka representa a ese país en las competiciones oficiales. Es una de las mejores selecciones del mundo en críquet, fue campeón de la Copa Mundial de Críquet de 1996 y quedó subcampeón en los mundiales de 2007 y 2011. En 2002 fue campeón de la ICC Champions Trophy, junto con la India. 

## Copa del Mundo[1]
- 1975: Primera ronda
- 1979: Primera ronda
- 1983: Primera ronda
- 1987: Primera ronda
- 1992: Primera ronda
- 1996:  Campeón
- 1999: Primera ronda
- 2003: Semifinales
- 2007: Subcampeón
- 2011: Subcampeón
- 2015: Cuartos de final